# Mahmud al-Muntasir
Mahmud al-Muntasir (8 august 1903-28 septembrie 1970) a fost un om politic libian.
- Prim ministru al Libiei între decembrie 1951-februarie 1954 și ianuarie 1964-martie 1965.

1. ↑  الوسط, بوابة (28 septembrie 2019), في مثل هذا اليوم رحل محمود المنتصر أول رئيس وزراء حكومة ليبيا الاتحادية (în arabă), alwasat.ly